# Уинкълмън
Уинкълмън (на английски: Winkelman) е град в окръг Хила, щата Аризона, САЩ. Уинкълмън е с население от 433 жители (2007) и обща площ от 1,9 km². Намира се на 600 m надморска височина. ЗИП кодът му е 85192, а телефонният му код е 520.